# Кондрацкий, Ежи
Ежи Кондрацкий (1 ноября 1908, Варшава — 13 апреля 1998, около Филлаха) — польский учёный-географ, профессор Варшавского университета, автор наиболее известной физико-географической регионализации Польши.
Занимался преимущественно физической географией и картографией. Разработал и внедрил в польской науке комплексное научное изучение природной среды и был признанным авторитетом в области физико-географической регионализации, имея значительные достижения в области геоморфологии, гидрологии, палеографии, картографии и методологии физической и региональной географии.
Как представитель Польши участвовал в работе экспертной группы ООН, касающейся стандартизации географических названий. В 1977—1985 и 1987—1997 годах был председателем комиссии по стандартизации географических названий вне Польши (до 1984 года она называлась комиссией по стандартизации географических названий мира).
Он также был давним членом Польского географического общества и Комитета по истории науки и техники, Польской академии наук.

## Биография
Родился в Варшаве, в семье учителей. Он учился в средней школе имени Владислава IV в Варшаве и был харцером в 17-м харцерском отряде Варшавы, благодаря которому, как он говорил позже, узнал и полюбил географию.
Он изучал географию на философском факультете Варшавского университета. Окончив его в 1931 году, с 1933 года был ассистентом на географическом факультете университета. В 1938 году был удостоен докторской степени за работу «Studia nad morfologią i hydrografią Pojezierza Bracławskiego».
Во время Второй мировой войны находился в немецком плену в лагере для военнопленных Офлаг II C Волденберг (ныне Добегнев). В лагере читал лекции по географии для узников.
В 1945 году он вернулся в Варшаву, где работал доцентом на кафедре географии Варшавского университета. В 1952 году был назначен на кафедру физической географии новообразованного Географического института университета. В следующем году стал деканом факультета биологии и наук о Земле Варшавского университета. В 1954 году получил звание адъюнкт-профессора и в 1969 году — профессора. В 1970 году он стал директором Института географии Варшавского университета — самостоятельного подразделения на правах факультета (созданного в предыдущем году). Когда в 1977 году был создан Департамент географии и региональных исследований, Ежи Кондрацкий стал директором Института физической географии в нём.
Он умер на 90-м году жизни во время прогулки в одиночестве в Альпах, рядом с Клагенфуртом, недалеко от итальянской границы.

## Признание
В 1999 году была учреждена медаль имени Ежи Кондрацкого, присуждаемая за заслуги перед факультетом географии и региональных исследований. Решение о присуждении медали принимается советом факультета.